# Ledenice
Ledenice è un comune mercato della Repubblica Ceca facente parte del distretto di České Budějovice, in Boemia Meridionale.